# Ernodea millspaughii
Ernodea millspaughii är en måreväxtart som beskrevs av Nathaniel Lord Britton. Ernodea millspaughii ingår i släktet Ernodea och familjen måreväxter.
Artens utbredningsområde är Bahamas. Inga underarter finns listade i Catalogue of Life.